# فرزنبورگ
فرزنبورگ (به آلمانی: Fresenburg) یک شهر در آلمان است که در امسلاند واقع شده‌است. فرزنبورگ ۹۰۷ نفر جمعیت دارد.